# Polyptychus mincopicus
Polyptychus mincopicus är en fjärilsart som beskrevs av Jordan 1930. Polyptychus mincopicus ingår i släktet Polyptychus och familjen svärmare. Inga underarter finns listade i Catalogue of Life.